# Fra Diavolo (film 1942)
Frà Diavolo è un film del 1942 diretto da Luigi Zampa.

## Trama
Michele Pezza è un brigante detto "Fra Diavolo" e combatte con le sue "masse" tra i monti della Campania per cacciare i francesi dal Regno di Napoli. Riuscito nell'intento, grazie al suo coraggio e alla sua abilità sia militare sia di spionaggio, il nuovo governo napoletano lo ricolma di onori e lo nomina colonnello dell'esercito regolare. Egli sposa Fortunata, una nobile napoletana che aveva conosciuto e che amava dai tempi in cui era un brigante, e da lei ha un figlio. A lungo andare però in quella vita inoperosa tra gli agi e le ricchezze sente nostalgia dell'esistenza avventurosa che ha sempre condotto. Quando i francesi tornano nuovamente alla carica, egli rifiuta di comandare l'esercito regolare e ricostituisce le sue bande irregolari, che non si sono mai sciolte, e da battaglia agli stranieri senza quartiere finché, sopraffatto dal numero e dalle armi del nemico, viene catturato e condannato a morte. Grazie all'intervento di Gabriella Del Prà, un'influente dama sinceramente innamorata di lui anche se mai ricambiata, viene sospesa la condanna a condizione di sottomettersi al nuovo governo francese. Durante il viaggio verso Napoli, Fra Diavolo riesce a fuggire con la complicità di Gabriella e si nasconde tra le montagne calabresi entrando nella leggenda.

## Produzione
Il film è stato realizzato negli stabilimenti Pisorno di Tirrenia.

## Distribuzione
Il film fu distribuito nelle sale cinematografiche italiane nel marzo del 1942.